# إميل بيرير
جاكوب إميل بيرير (3 ديسمبر 1800، بوردو - 6 يناير 1875، باريس) هو مصرفي وسياسي فرنسي.